# Luiza Borac

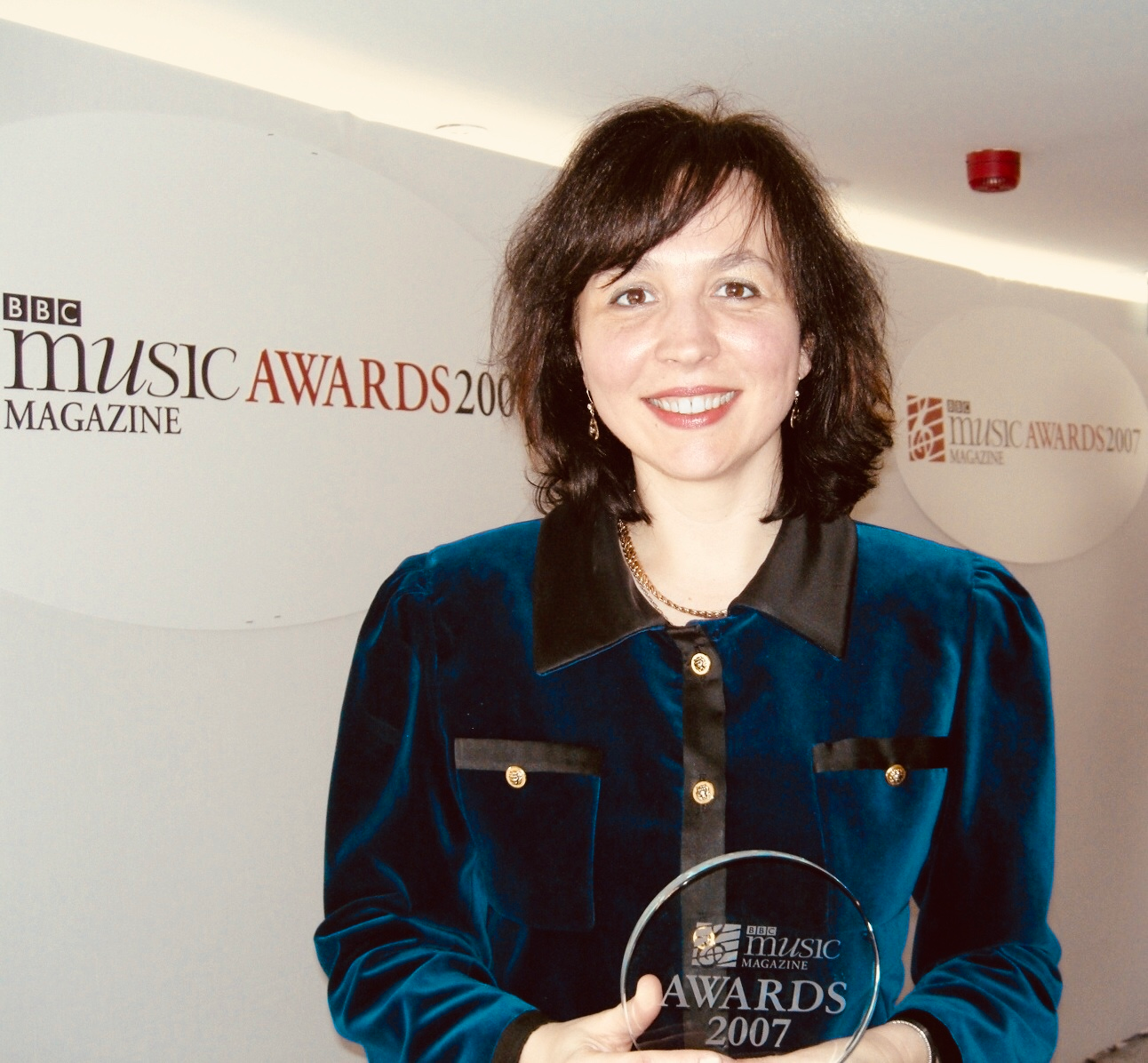
Luiza Borac, 2007

Luiza Borac (* 1968 in Pitești, Kreis Argeș) ist eine rumänische Pianistin.

## Leben
Luiza Borac begann ihre Musikausbildung im Alter von vier Jahren. Das Abitur legte sie am „George Enescu Musikgymnasium“ für Hochbegabte in Bukarest ab. Ihre Ausbildung an der Musikakademie Bukarest absolvierte sie mit der höchsten Auszeichnung. Nach der rumänischen Revolution ermöglichte ihr das Stipendium der Chopin-Gesellschaft das weitere Studium an der Hochschule für Musik und Theater Hannover, wo sie mit Auszeichnung abschloss. Meisterkurse an der Juilliard School of Music New York, der Como International Piano Foundation, den Holland Music Sessions und der Internationalen Sommerakademie Mozarteum Salzburg vervollständigten ihre Ausbildung.
Von Musikkritikern als „Virtuosin von erstaunlicher Brillanz“ und „poetische Künstlerin“ bezeichnet, konzertierte Luiza Borac in Europa und den USA. Solo-Klavierabende gab sie unter anderem in der Carnegie Weill Hall, Steinway Hall (London und New York), Kölner Philharmonie, Concertgebouw Amsterdam, Liederhalle Stuttgart, NDR Hamburg und trat beim Schleswig-Holstein Musik Festival, dem Aldeburgh Festival of Music and the Arts, Oslo Music Festival, dem Prokofiew Festival im Barbican Centre London, Böhmisches Festival, Braunschweiger Classix, den Chopin-Festivals in Wien und Mailand, dem Pontino Festival auf.
Einen besonderen Schwerpunkt in Luiza Boracs musikalischem Schaffen bildet der rumänische Komponist George Enescu, dessen Klavierwerk sie vollständig einspielte.  Für ihr Enescu-Projekt bekam Luiza Borac das Dorothea-Erxleben Stipendium des Ministeriums für Wissenschaft und Kultur Niedersachsen sowie den BBC Music Award 2007 für die beste instrumentale CD-Einspielung.
Luiza Borac spielte mehrere Benefizkonzerte für die Straßen- und Waisenkinder Rumäniens.
2008 unterstützte sie mit einem Benefizkonzert das MENORAH Erinnerungsprojekt, das dem Andenken an die verfolgten Juden von Schaumburg-Lippe gewidmet war. Im Februar 2009 folgte Luiza Borac der Einladung des Organisationskomitees des Internationalen Klavierwettbewerb Gina Bachauer, als „Musik-Botschafterin“ im Rahmen des Projektes „Music-In-Our-Schools“ zu wirken, wo sie circa 3000 Kinder für klassische Musik zu begeistern suchte.
2009 erschien Luiza Boracs Album mit den Zyklen der 24 Etüden von Frédéric Chopin sowie den Polnischen Liedern in der Bearbeitung von Franz Liszt.

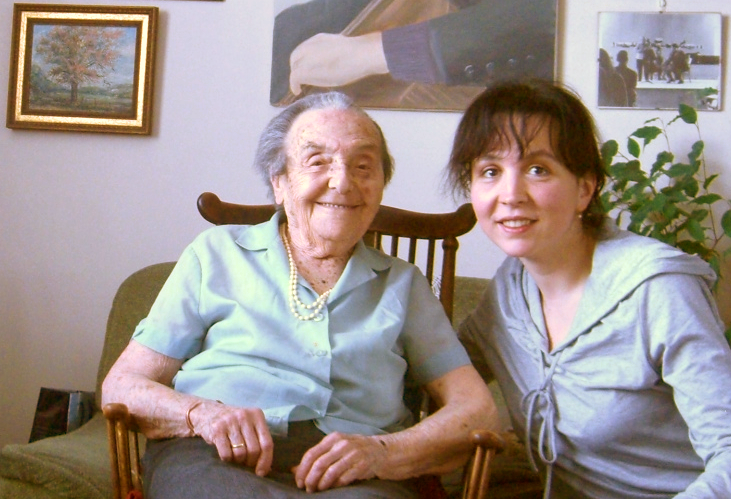
2010 mit der Pianistin Alice Herz-Sommer (links)

Zudem spielte Luiza Borac im September 2009 die Uraufführung von Robert Schumanns neu entdeckter Komposition Ahnung – die erste bisher unbekannte Komposition von Robert Schumann, die seit dem frühen 20. Jahrhundert gefunden wurde.
Das Album mit dem Titel Frühlingslaube mit Klaviertranskriptionen von Franz Liszt und Sergej Rachmaninoff über Werke von Mozart, Schubert und Kreisler erschien 2010. Die CD ist einem karitativen Projekt verbunden, das Kinderheime in Rumänien unterstützt.
2012 nahm Borac gemeinsam mit Jaime Martin und der Academy of St Martin in the Fields mehrere Weltersteinspielungen mit Werken des Pianisten und Komponisten Dinu Lipatti auf. Die Doppel-CD wurde mit 5 Sternen vom BBC Music Magazine ausgezeichnet sowie durch die Zeitschrift Pianonews mit 6 Sternen als beste CD des Doppelmonats.
Im März 2014 promovierte Luiza Borac an der Fakultät für Musikwissenschaft der Universität Bukarest über das Klavierwerk von George Enescu mit der Abschlussnote summa cum laude.
Luiza Borac unterrichtet Klavierschüler an der Musikschule Hannover.
2015 war Borac Mitglied der Jury der Chopin-Gesellschaft für den Internationalen Klavierwettbewerb.
2019 spielte die Pianistin im Rundfunksaal Bukarest der Rumänischen Hörfunkgesellschaft die Uraufführung von George Enescus 1897 unvollendeten Konzert für Klavier und Orchester.
Luiza Borac lebt in Hannover.

## Auszeichnungen
Luiza Borac ist Gewinnerin von mehr als 30 nationalen und internationalen Preisen,
darunter
- 1. Preis beim Mendelssohn-Wettbewerb der Stiftung Preußischer Kulturbesitz, Berlin,[5]
- 1. Preis beim Internationalen Musikwettbewerb Viotti-Valsesia, Italien[5]
- Silbermedaille beim Internationalen Klavierwettbewerb Gina Bachauer in Salt Lake City, USA[5]
- Debüt-Preis der Carnegie Hall, in New York[5]
- den Prix d’Oslo, den Grieg-Preis sowie den Publikumspreis beim Internationalen Klavierwettbewerb Edvard Grieg in Oslo[5]
- 2007:  Music Award der BBC[5]

1995 war sie Preisträgerin der Holland Music Sessions Concert Artists.

## Diskographie
- Robert Schumann – Kinderszenen, Etudes Symphoniques op. 13 (Avie)
- Erbdrostenhof – Klavierabend mit Werken von Chopin, Liszt und Ravel (R+V)
- Ceszky Krmlov Festival – Klavierabend mit Werken von Beethoven und Schumann
- Glasgow International Piano Competition – Prizewinner Concert
- Gina Bachauer International Piano Competition – Prizewinner Concert
- WDR Orchester Köln – Chopin Variations op. 2 'La ci darem la mano' (BMG)
- George Enescu – The Three Piano Suites (Avie)
- Wanderer – Schubert and Liszt (Avie)
- Don Giovanni – Chopin, Liszt, Beethoven (ZEIT-Stiftung)
- George Enescu – The Two Piano Sonatas (Avie)
- Frédéric Chopin – 24 Etudes and 6 Polish Songs (Avie)
- Frühlingsglaube – Piano Transcriptions by Liszt and Rachmaninoff
- 2012: Piano Music of Dinu Lipatti, Aufnahme mit der Academy of St. Martin in the Fields, Portsmouth: Avie Records
- 2014: Chants Nostalgiques, mit Werken von Leopold Godowsky, Fritz Kreisler, Sergei Rachmaninov, Franz Schubert, Franz Liszt, Constantin Silvestri, Francisco Tárrega, Robert Schumann, Richard Strauss, Tiberiu Brediceanu und Gheorghe Dima sowie eine Hommage an Ion Buzea, Portsmouth: Avie Records
- 2017: Inspirations & dreams, Booklet und 2 CDs mit Werken von George Enescu, Maurice Ravel, Marcel Mihalovici, Pablo de Sarasate, Claude Debussy und Robert Schumann, Neuhausen auf den Fildern: Profil Medien
- 2019: Mozart in Love, Profil Medien